# Horoșiv, Bilohirea
Horoșiv (în ucraineană Хорошів) este localitatea de reședință a comunei Horoșiv din raionul Bilohirea, regiunea Hmelnîțkîi, Ucraina.

## Demografie
Componența lingvistică a localității Horoșiv
     Ucraineană (99,73%)
     Alte limbi (0,27%)
Conform recensământului din 2001, majoritatea populației localității Horoșiv era vorbitoare de ucraineană (99,73%), existând în minoritate și vorbitori de alte limbi.